# Palosaari (ö i Finland, Södra Savolax, S:t Michel, lat 61,24, long 26,68)
Palosaari är en ö i Finland. Den ligger i sjön Vuohijärvi och i kommunen Mäntyharju i den ekonomiska regionen  S:t Michel och landskapet Södra Savolax, i den södra delen av landet, 150 km nordost om huvudstaden Helsingfors. Öns area är 58,6 hektar och dess största längd är 1,4 kilometer i nord-sydlig riktning.